# تمساح 3
تعتبر التمساح 3 ناقلة أفراد مدرعة تكتيكية خفيفة 4×4، وهي مصممة لمهام الدوريات والمراقبة والعمليات الخاصة. وهي مبنية على شاسيه مركبات «هامفي Humvee» من شركة "AM General" الأمريكية.
التمساح 3 هي مركبة دورية محمية (PPV)، تستخدم للغارات أو المراقبة، وهي مرنة ورشيقة، تم تصميمها من قبل مصنع قادر للصناعات المتطورة في القاهرة، وهو جزء من مجمع الهندسة الصناعية التابع لوزارة الدفاع المصرية. تم الكشف عنها في معرض EDEX 2018. ووقعت وزارة الإنتاج الحربي المصرية اتفاقية مع شركة AM General لإنتاج هيكل هامفي محليًا. تم اتخاذ هذه الخطوة لزيادة وتعزيز المكونات المصرية المنتجة محليًا في المركبات المدرعة المحلية، ولا سيما التمساح 3.

## التصميم
هيكل المدرعة عبارة عن دروع تعتمد شكل على هيكل HMMWV. تأتي مزودة بمكيف هواء للخدمة الشاقة، وتحتوي المركبة على إطارات بنظام النفخ الذاتي، و3 كاميرات مراقبة خارجية، وكاميرا للرؤية الليلية، وشاشة أمامية مقاس 9 بوصات. يجلس السائق في الأمام على اليسار ويجلس القائد في الأمام تقع السفينة خلف نوافذ كبيرة مضادة للرصاص، ويوجد بابان جانبيان مفتوحان من الأمام، ويتميزان بنوافذ مضادة للرصاص في الأعلى، وباب خلفي واحد، وتقع حجرة القوات في الجزء الخلفي من الهيكل، حيث يفتح الباب الخلفي أفقيًا. يوجد في الجزء العلوي من مقصورة القوات فتحة سقف مزودة ببرج قتالي، ويجلس المشاة على مقاعد مقاومة للانفجار يمكن طيها على الجانبين، وعلى جانبي مقصورة القوات يوجد 3 منافذ لإطلاق النار حتى تتمكن القوات من استخدامها أسلحتها من الداخل، والباب الخلفي به منفذ، ويمكن تجهيز المركبة المدرعة بأنظمة اختيارية مثل الطلاء العسكري، وإطار إضافي مع حامل، وقاعدة رشاش حسب النوع، وأرضية ممتصة للصدمات. تتميز المركبة بتصميم بدن مدرع أحادي الشكل على شكل حرف V يوفر حماية متقدمة للطاقم المكون من 4 إلى 6 أفراد. هيكل التمساح 3 مصنوع من درع فولاذي ملحوم بالكامل مما يوفر حماية كاملة ضد الهجوم بقذائف AP من عيار 7.62 ملم وشظايا القذائف. يبلغ وزنها 6.40 طنًا، بما في ذلك حمولة تبلغ 1400 كجم، ويمكن حمل ما يصل إلى أربعة ركاب بالإضافة إلى طاقم مكون من شخصين. تم تجهيز السيارة المعروضة في معرض EDEX 2018 لطاقم مكون من ثلاثة أفراد مع مساحة لحمل اثنين آخرين في الخلف، وتم تجهيزها بمحطة أسلحة عن بعد.
يبلغ طول المدرعة 5.60 متر بالإطار الإضافي وعرضها 2.22 متر، وارتفاعها بدون البرج القتالي 2.25 متر، ووزنها الكلي بدون حمولة 5 طن، وبالحمولة 6.40 طن.

### مستوي الحماية
تتمتع المركبة بمستوى حماية عالي، لا توجد معلومات عن مستوى الحماية ضد الالغام، ويصل مستوى الحماية البالستية للبدن والزجاج والبرج القتالي إلى BR6 المضاد للطلقات الخارقة للدروع، مع إمكانية إضافة مقاعد مضادة للصدمات الانفجارية Anti-Blast Seats، وتوفر المقاعد الحديثة مستويات حماية STANAG 4568 وتفي بمعايير الناتو AEP-55. يتم تركيب المقاعد القابلة للطي على الحائط بنظام متطور لتخفيف مخمد الطاقة، وحزام أمان رباعي النقاط ومسند رأس قابل للتعديل. وأرضية ماصة للصدمات Advanced Impact Mat، وتوجد 7 منافذ جانبية وخلفية لإطلاق النار من داخل المدرعة.

### المناورة
بالمقارنة مع التمساح الخفيفة، تتمتع التمساح-3 بخلوص أرضي مساوٍ لخلوص المركبات الأثقل، مع ذكر خيار المقاعد الممتصة للطاقة على الرغم من عدم توفير بيانات حول مستوى الحماية من الألغام. يمكن تركيب برج دوار بزاوية 360 درجة، وإضافة كاميرا نهارية إضافية مقارنة بتلك الموجودة في تمساح 1 وتمساح 2. وتقوم الشركة بالترويج لمنتجها الجديد في السوق الدولية، في انتظار طلب من عميلها الوطني أيضًا.
يتم تشغيل سيارة تمساح 3 4×4 بمحرك توربو ديزل سعة 6.5 لتر وقوة 205 حصان مما يمنحها سرعة على الطريق تبلغ 125 كم/ساعة (77.7 ميلاً في الساعة) ومدى إبحار يبلغ 442 كم (274.6 ميلاً). مع ناقل حركة يدوي بـ 4 سرعات أمامية و1 خلفية مع ناقل حركة إضافي بسرعتين. أقصى زاوية صعود 60 درجة، أقصى زاوية انحدار جانبي 40 درجة، زاوية الاقتراب 47 درجة، زاوية المغادرة 40 درجة. تبلغ خلوصها الأرضي 400 ملم.

## مراحل التطوير

### تمساح 3
ظهرت المدرعة المدرعة تمساح 3 لأول مرة في معرض الصناعات الدفاعية والعسكرية EDEX 2018، والتى صممها ونفذها أحد العقول المصرية داخل القوات المسلحة، في فترة وجيزة لاتتعدى الثلاث أشهر. يتم انتاجها في مصنع قادر للصناعات المتطورة، وهو جزء من المنظمة العربية للتصنيع.

#### التفاصيل
حاملة أفراد مدرعة تكتيكية خفيفة 4×4 مصممة للقيام بمهام الدوريات والمراقبة والعمليات الخاصة. يوجد 7 منافذ لإطلاق النار (مزاغل) على جانب السيارة وخلفها، مع إمكانية إضافة مقاعد مضادة للانفجار وحصيرة ماصة للصدمات. تحتوي السيارة على إطارات ذاتية النفخ و 3 كاميرات مراقبة خارجية وكاميرا للرؤية الليلية وشاشة أمامية وتكييف هواء شديد التحمل، وتأتي بعدة متغيرات حسب الرغبة:
- حاملة جنود مزودة ببرج رشاش Troop Carrier.[1]
- محطة سلاح يتم التحكم فيها عن بعد مسلحة بعيار رشاش ثقيل 7.62 × 51 مم أو 12.7 × 99 مم.[6][1]

## المستخدمون

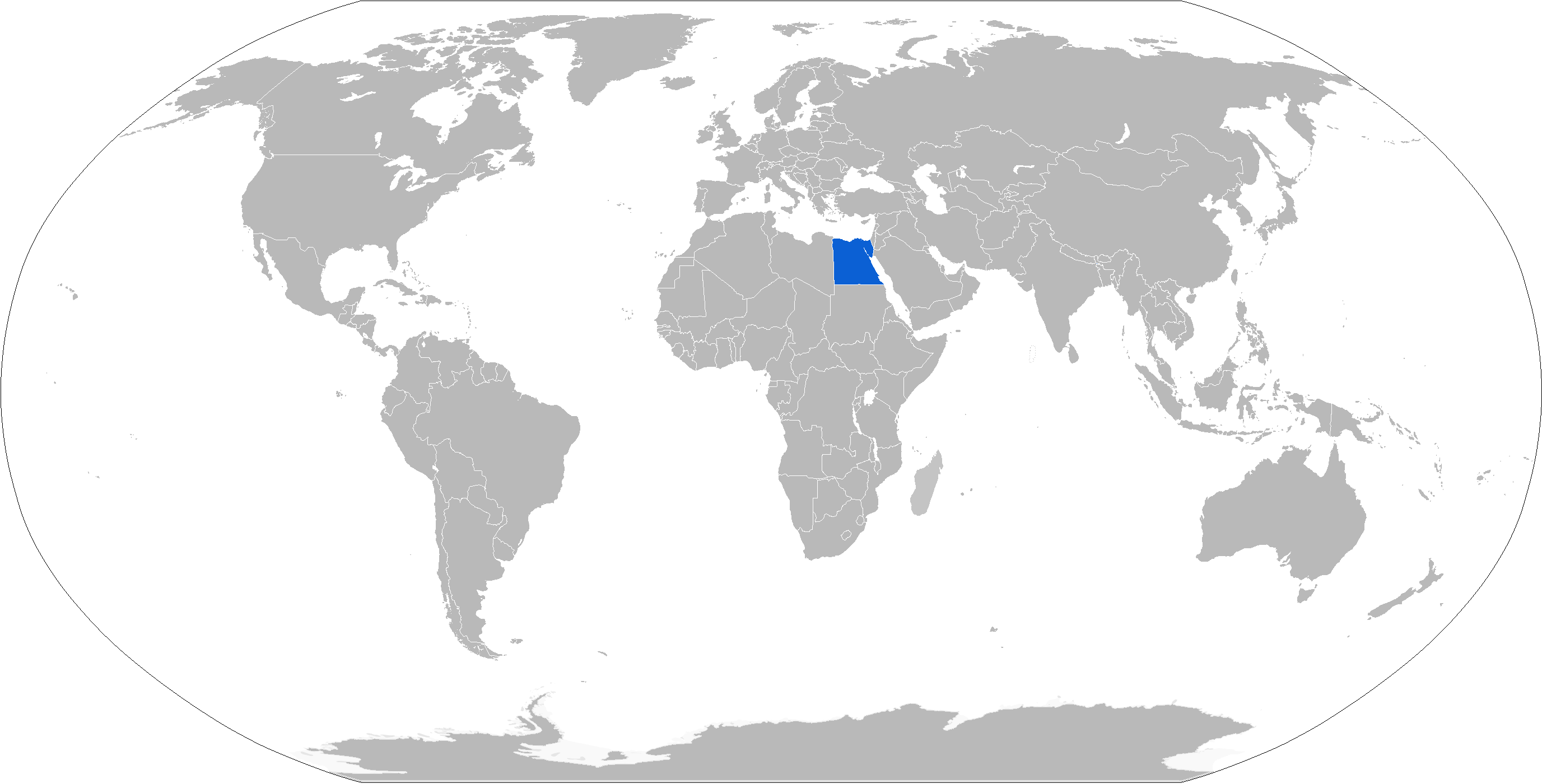
مشغلو المدرعة تمساح 3

- مصر